# Wachenheim an der Weinstraße

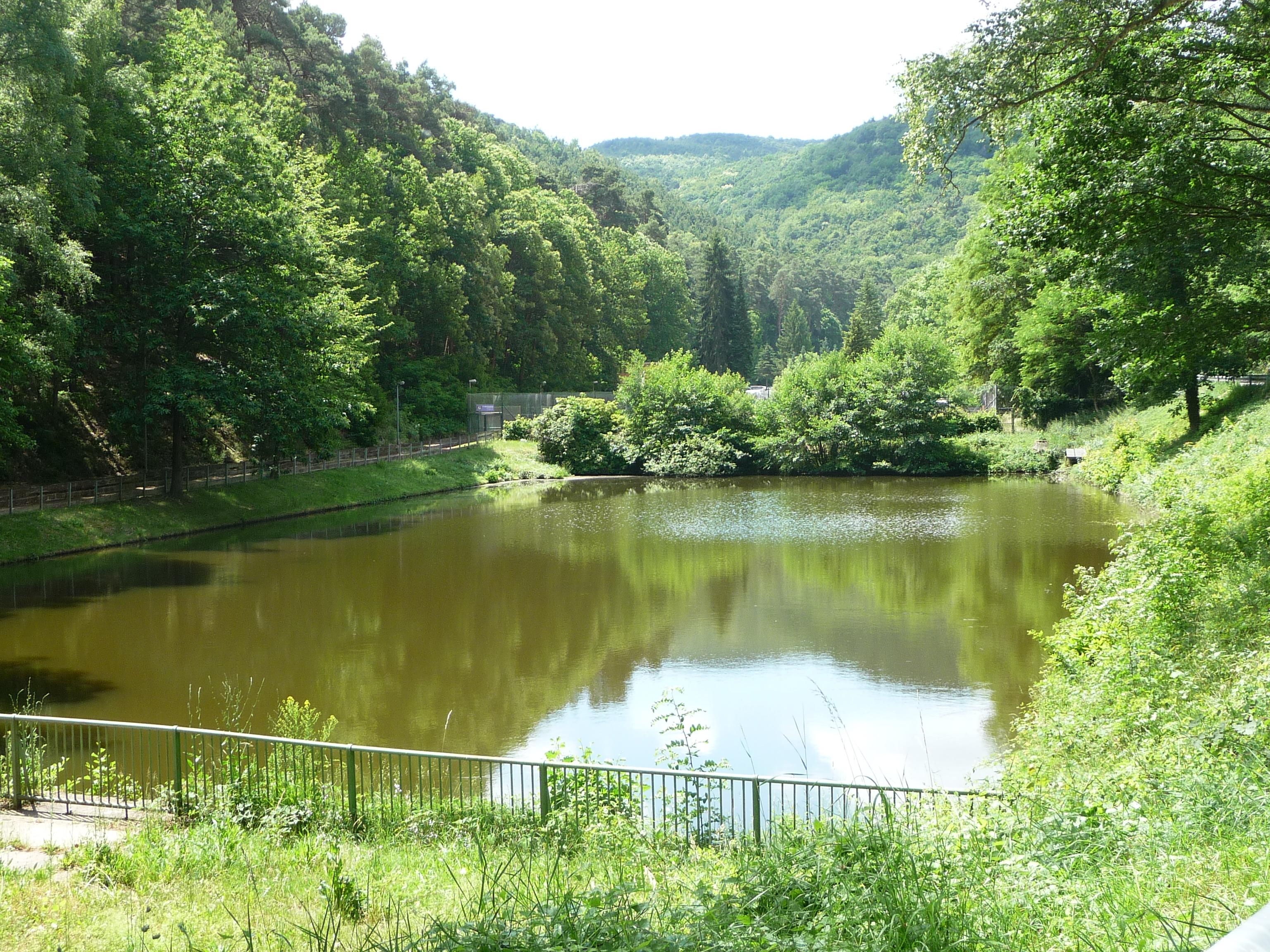
Landschaft der Haardt auf der Gemarkung von Wachenheim an der Weinstraße

Wachenheim an der Weinstraße, früher Wachenheim an der Haardt, ist eine Kleinstadt an der mittleren Haardt im rheinland-pfälzischen Landkreis Bad Dürkheim, innerhalb dessen sie gemessen an der Einwohnerzahl die fünftgrößte Ortsgemeinde darstellt. Bekannt ist sie vor allem durch verschiedene Unternehmen der Weinbaubranche.
Wachenheim ist ein staatlich anerkannter Erholungsort und gemäß Landesplanung als Grundzentrum ausgewiesen. Die Stadt ist Verwaltungssitz der Verbandsgemeinde Wachenheim an der Weinstraße, der sie auch angehört.

## Geographie

### Lage
Wachenheim befindet sich an der Haardt, wie der Ostrand des Pfälzerwaldes genannt wird, im sogenannten Wachenheimer Tal. Im Südwesten der Gemarkung liegt das Odinstal und im Nordwesten das Poppental. Nachbargemeinden sind – im Uhrzeigersinn – Bad Dürkheim, Friedelsheim, Forst an der Weinstraße, Deidesheim und Neidenfels.

### Erhebungen
Mitten in der Haardt erhebt sich der 463 Meter hohe Rindskehler Kopf. Im Südwesten erhebt sich an der Gemarkungsgrenze zu Bad Dürkheim der 532 Meter hohe Plankenberg und unmittelbar neben diesem der 519 Meter hohe Seekopf. Weiter südlich erstreckt sich der Rothsteiger Kopf (388,8 m). Im äußersten Westen der Gemarkung liegt der 471 Meter hohe Taubenrux. Weiter östlich an der Gemarkungsgrenze zu Deidesheim liegen der 516 Meter hohe Eckkopf sowie der 545 Meter hohe Vordere Langenberg und der 566,2 Meter messende Hintere Stoppelkopf. An der Grenze zu Forst an der Weinstraße befinden sich außerdem der Pechsteinkopf (355,2 Meter) und der Höninger Kopf (387 Meter).

### Gewässer
Durch das Siedlungsgebiet verlaufen in West-Ost-Richtung der Wachenheimer Bach und der Schwabenbach. Ersterer entspringt bereits westlich der Wachenheimer Bebauung mitten im Pfälzerwald, wo er das Wasser des Aybachbrunnens sowie des Hahnenbrunnens aufnimmt. Auf der Waldgemarkung weitab des Siedlungsgebiets entspringt der Mußbach, der in diesem Bereich das Wasser des Siebenröhrenbrunnens aufnimmt. Von rechts nimmt der Bach den Silbertalbach auf, der aus dem gleichnamigen Tal kommt.

## Geschichte

### Vor- und Frühgeschichte
Erste Spuren der Besiedelung des Raums um Wachenheim stammen aus der früheren Eisenzeit (550 v. Chr. bis 1). Zu diesem Zeitpunkt siedelten die Kelten im Gebiet der Oberrheinischen Tiefebene. Um etwa 60 v. Chr. drangen germanische Stämme, vermutlich Nemeter, in die Region vor und vertrieben die Kelten. In die Auseinandersetzungen zwischen Germanen und Kelten griffen die Römer ein, welche die Nemeter nach dem Sieg über Ariovist (57 v. Chr.) unterwarfen und die kommenden 400 Jahre über die Region herrschten. Infolge der römischen Einflüsse kam es zu einer Verbesserung des Ackerbaus und zum Beginn des Obst- und Weinanbaus. Reste einer römischen Villa wurden östlich von Wachenheim rekonstruiert. Durch die Wachenheimer Gemarkung soll ebenso eine Römerstraße verlaufen sein: Diese verlief mutmaßlich von Mußbach an der Weinstraße entlang der Haardt und durch Rheinhessen bis Bingen.
Nach einem kurzen Einfall der Hunnen um 450 rückten die Alemannen in die Gegend vor, wurden jedoch gegen Ende des fünften Jahrhunderts von den Franken aus der Region vertrieben.

### Mittelalter

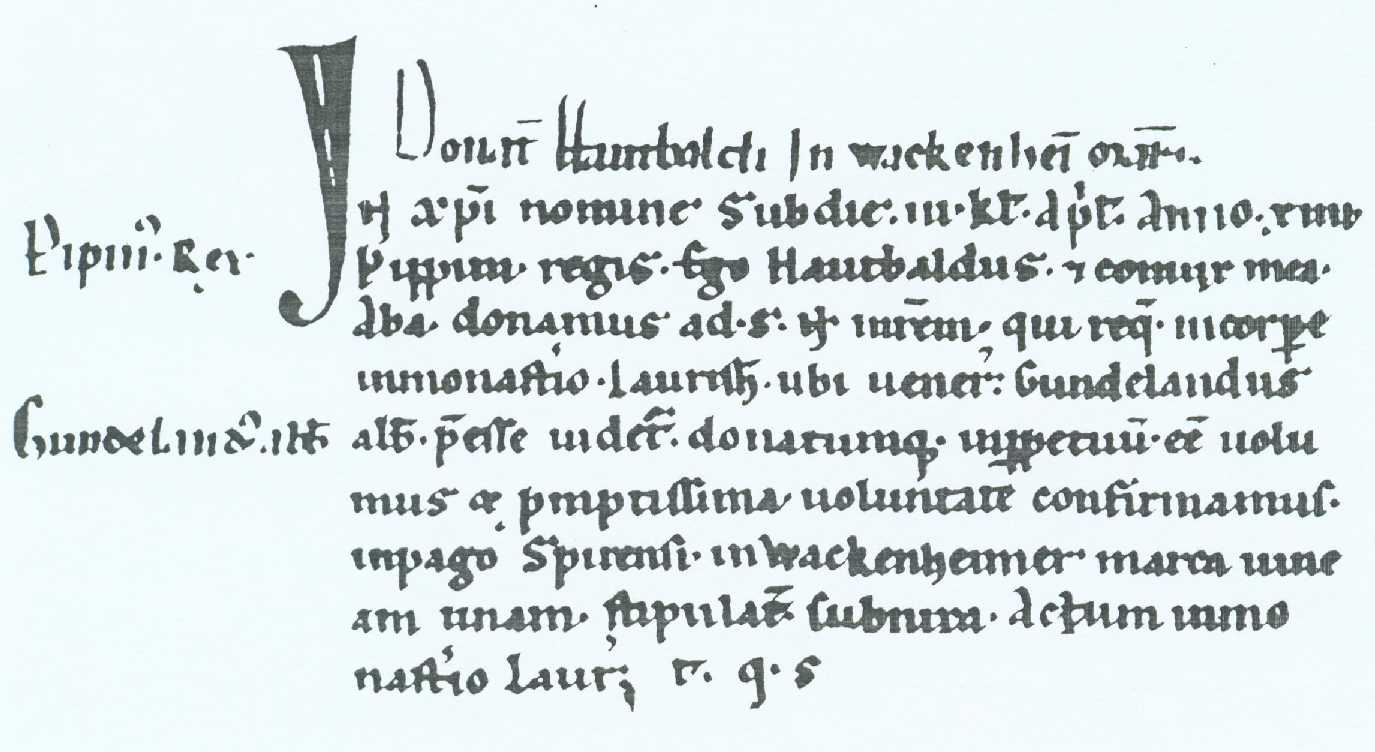
Auszug aus dem Lorscher Codex mit der Ersterwähnung Wachenheims

Die erste urkundliche Erwähnung Wachenheims – damals noch Wackenheim genannt – stammt aus dem Lorscher Codex zur Zeit der Karolinger. Dort wurde am 30. März 766 die Schenkung eines Wachenheimer Wingerts vermerkt.
Im 11. Jahrhundert gehörte Wachenheim zum Herrschaftsbereich der Salier. Kaiser Konrad II. schenkte den Ort laut Urkunde vom 16. Februar 1035 dem neu gegründeten Kloster Limburg. Es heißt darin, das Kloster erhalte den Ort zum Eigentum, mit allen Rechten und Nutznießungen wie sie seither die rheinfränkischen Herzöge dort inne gehabt hätten.
Die heute nur noch als Ruine vorhandene Burganlage stammt aus der Zeit der Staufer und gehörte zu einem von ihnen planmäßig angelegten Burgensystem.
Am 24. Juni 1341 wurden Wachenheim durch Kaiser Ludwig den Bayern Stadtrechte verliehen. 1436 errichtete Herzog Stefan, ein Sohn des römisch-deutschen Königs Ruprecht (1398–1410), eine Münzstätte, die bis 1471 in Betrieb war. In diesem Jahr wurde Wachenheim, nachdem es bis dato im Besitz von Herzog Ludwig dem Schwarzen gewesen war, von Kurfürst Friedrich I. von der Pfalz eingenommen. Der kurpfälzische Geschützmeister Martin Merz leitete die Beschießung. Bei dieser Eroberung wurde die Burg Wachenheim abgebrannt, größtenteils zerstört und anschließend nur noch teilweise wieder aufgebaut. Burg und Stadt überstanden den bayerisch-pfälzischen Erbfolgekrieg relativ unversehrt, während des Bauernkrieges wurde die Burg von marodierenden Bauern als Stützpunkt für ihre Beutezüge verwendet.

### Neuzeit

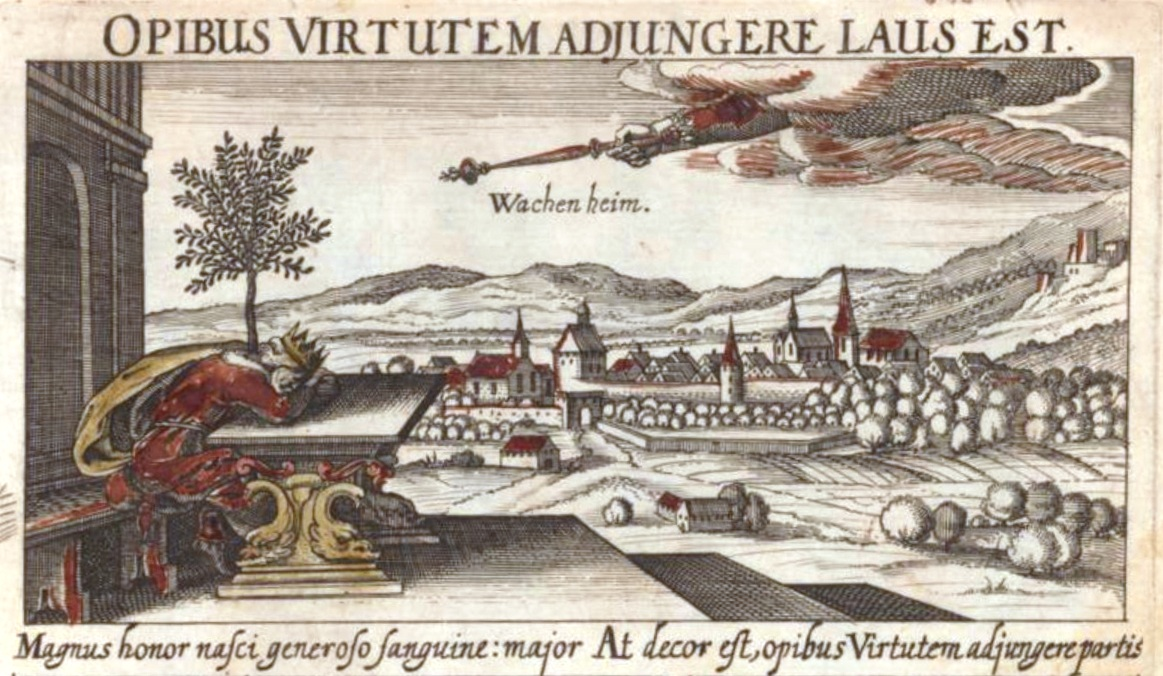
Ansicht Wachenheim von 1624

Während des Dreißigjährigen Krieges wurde Wachenheim ab 1621 von spanischen Truppen besetzt, die 1631 von schwedischen Truppen unter König Gustav Adolf vertrieben wurden. Nach deren Niederlage 1634 ist wenig über die folgenden Jahre bekannt. Allerdings gibt es Nachweise, dass die Bürger mehrmals auf die nahe gelegene Hardenburg bei Dürkheim fliehen mussten.
Auch nach dem Dreißigjährigen Krieg wurde die Region von Wachenheim immer wieder belagert, einer der Höhepunkte war der Pfälzer Erbfolgekrieg (1688–1697), in dessen Verlauf Wachenheim vollständig niedergebrannt wurde.
Im 18. Jahrhundert wurde Wachenheim wieder aufgebaut und entwickelte sich günstig, allerdings kam es durch die Wirren der Französischen Revolution zu weiteren Belagerungen und Zerstörungen. 1794 fielen französische Truppen in den Ort ein und plünderten ihn. Bis 1814 gehörte Wachenheim anschließend zum Département Donnersberg, Arrondissement Speyer, Kanton Dürkheim in der Französischen Republik (1798–1804) bzw. im Französischen Kaiserreich (1804–1814). Nach dem Ende der Herrschaft von Napoleon I. wurde die linksrheinische Pfalz und damit auch Wachenheim ab 1816 durch das Königreich Bayern verwaltet. Von 1818 bis 1862 gehörte er dem Landkommissariat Neustadt an; aus diesem ging das Bezirksamt Neustadt hervor.
Sowohl im Deutsch-Französischen Krieg 1870/71 als auch im Ersten Weltkrieg blieb Wachenheim von weiteren Zerstörungen verschont und wurde nach dem Ende des Ersten Weltkriegs – bis zur Räumung des Rheinlandes am 1. Juli 1930 – von Frankreich besetzt. 1902 wechselte die Stadt in das neu geschaffene Bezirksamt Dürkheim, ehe dieses 1931 wieder in sein Neustadter Pendant eingegliedert wurde. Ab 1939 war der Ort Bestandteil des Landkreises Neustadt. Im Zweiten Weltkrieg wurden am 18. März 1945 Bereiche der Altstadt durch mehrere Bombenangriffe der Alliierten zerstört, da sich in Wachenheim Teile des deutschen Heereskommandos aufhielten. Nach dem Krieg wurde Wachenheim innerhalb der französischen Besatzungszone Teil des 1946 neu gebildeten Landes Rheinland-Pfalz. Im Zuge der ersten rheinland-pfälzischen Verwaltungsreform wechselte die Stadt am 7. Juni 1969 in den neu geschaffenen Landkreis Bad Dürkheim.

### Einwohnerstatistik
1815 hatte die Stadt insgesamt 2.200 Einwohner, 1925 waren es 2.212. In den folgenden Jahrzehnten verdoppelte sie sich die Zahl, sodass 2019 4592 Menschen in Wachenheim lebten.
| Wachenheim an der Weinstraße: Einwohnerzahlen von 2012 bis 2024 | Wachenheim an der Weinstraße: Einwohnerzahlen von 2012 bis 2024 | Wachenheim an der Weinstraße: Einwohnerzahlen von 2012 bis 2024 | Wachenheim an der Weinstraße: Einwohnerzahlen von 2012 bis 2024 | Wachenheim an der Weinstraße: Einwohnerzahlen von 2012 bis 2024 |
| --------------------------------------------------------------- | --------------------------------------------------------------- | --------------------------------------------------------------- | --------------------------------------------------------------- | --------------------------------------------------------------- |
| Jahr                                                            |                                                                 |                                                                 |                                                                 | Einwohner                                                       |
| 2012                                                            | 2012                                                            |                                                                 | 4.683                                                           | 4.683                                                           |
| 2015                                                            | 2015                                                            |                                                                 | 4.695                                                           | 4.695                                                           |
| 2020                                                            | 2020                                                            |                                                                 | 4.585                                                           | 4.585                                                           |
| 2024                                                            | 2024                                                            |                                                                 | 4.421                                                           | 4.421                                                           |
| Quelle(n): statistik.rlp.de                                     |                                                                 |                                                                 |                                                                 |                                                                 |

### Konfessionsstatistik
Mit Stand 30. Juni 2005 waren von den Einwohnern 46,8 % evangelisch und 28,1 % katholisch. 25,1 % waren konfessionslos oder gehörten einer anderen Glaubensgemeinschaft an. Der Anteil der Protestanten und Katholiken an der Gesamtbevölkerung ist seitdem jährlich um 1 Prozentpunkt gesunken. Ende April 2025 waren von den Einwohnern 32,9 % evangelisch und 21,8 % katholisch. 45,3 % waren konfessionslos oder gehörten einer anderen Glaubensgemeinschaft an.

### Christentum

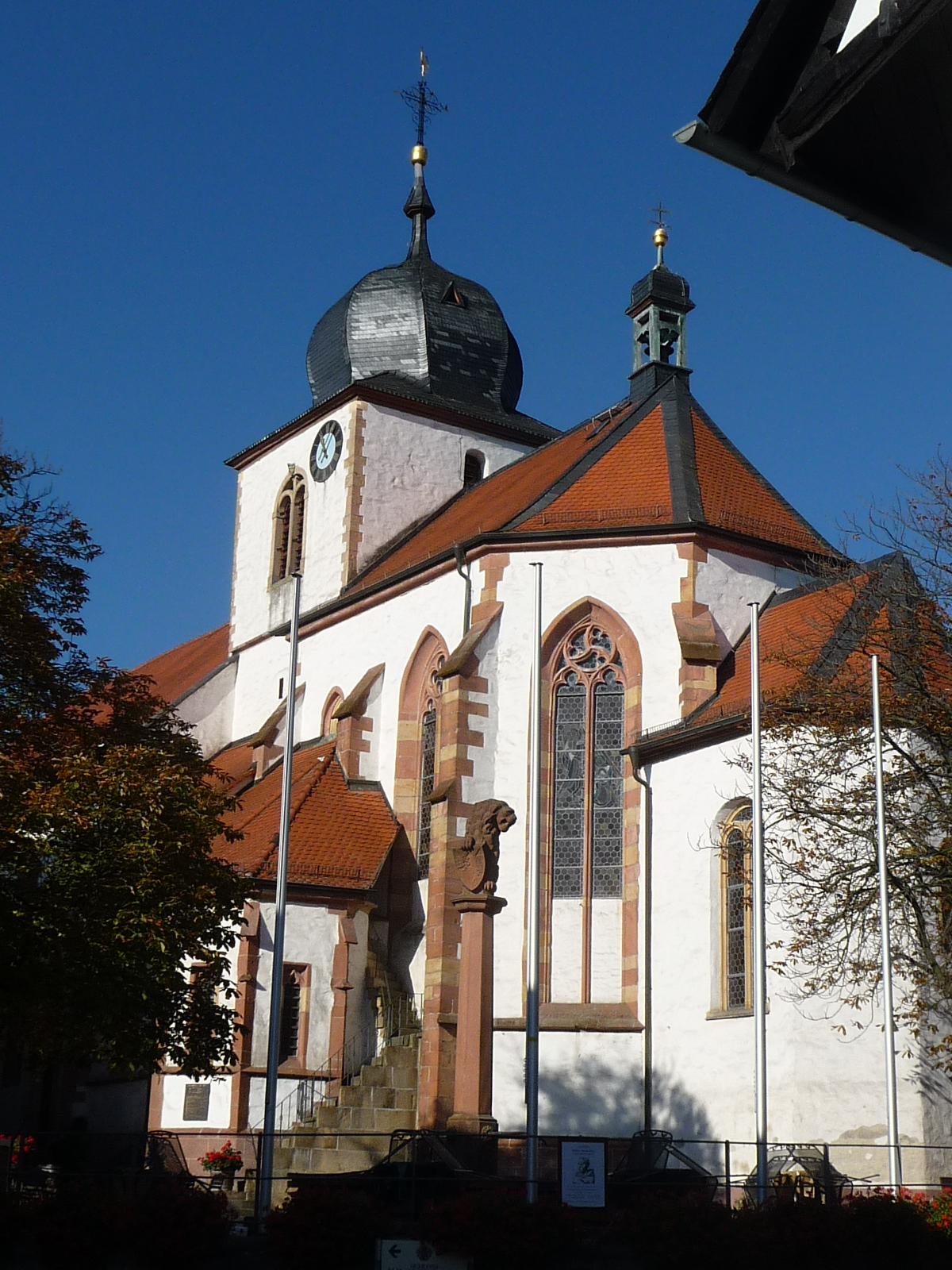
St.-Georgs-Kirche

Die Evangelischen sind Teil der Protestantischen Landeskirche Pfalz. Die Katholiken gehören zum Bistum Speyer und unterstehen dort dem Dekanat Bad Dürkheim.
Die St.-Georgs-Kirche wurde bis zum Neubau der katholischen Kirche 1989 als Simultankirche gemeinsam von Katholiken und Protestanten genutzt. Diese Festlegung erfolgte im Zuge der kurpfälzischen Kirchenteilung 1707. Die Katholiken erhielten Chor und Nebengebäude, die Protestanten das Kirchenschiff.
Die katholische Kirche ist außerdem dem Patrozinum der heiliggesprochenen Edith Stein gewidmet. Vor Ort befand sich bis Ende 2015 eine eigene Pfarrei, seither ist das Gotteshaus eine Filiale der in Bad Dürkheim ansässigen Pfarrei Hl. Theresia vom Kinde Jesu.

### Judentum
Die einst vor Ort ansässige jüdische Gemeinde besaß eine Synagoge, die inzwischen nicht mehr existiert. Der Jüdische Friedhof an der Römerstraße ist der älteste jüdische Friedhof in der Region Bad Dürkheim.

## Politik

### Stadtrat
Der Stadtrat in Wachenheim besteht aus 20 Ratsmitgliedern, die bei der Kommunalwahl am 9. Juni 2024 in einer personalisierten Verhältniswahl gewählt wurden, und dem ehrenamtlichen Stadtbürgermeister als Vorsitzendem.
Die Sitzverteilung im Stadtrat:
| Wahl | SPD | CDU | Grüne | FDP | Volt | FWG | WL | WBL | Gesamt   |
| ---- | --- | --- | ----- | --- | ---- | --- | -- | --- | -------- |
| 2024 | 3   | 9   | 3     | 1   | –    | 4   | –  | –   | 20 Sitze |
| 2019 | 2   | 8   | 4     | 1   | 1    | 4   | –  | –   | 20 Sitze |
| 2014 | 3   | 9   | –     | 1   | –    | 4   | 2  | 1   | 20 Sitze |
| 2009 | 4   | 7   | –     | 2   | –    | 4   | 3  | –   | 20 Sitze |
| 2004 | 4   | 4   | –     | 1   | –    | 7   | 3  | 1   | 20 Sitze |

- FWG = Freie Wählergemeinschaft Wachenheim e. V.
- WL = Wachenheimer Liste e. V.
- WBL = Wachenheimer Bürgerliste e. V.

### Stadtbürgermeister
Torsten Bechtel von der CDU ist seit 2009 Stadtbürgermeister. Bei der Direktwahl am 26. Mai 2019 wurde er mit einem Stimmenanteil von 59,77 % in seinem Amt bestätigt. Bei der Bürgermeisterwahl am 9. Juni 2024 wurde Bechtel mit 74,5 % ohne Gegenkandidaten erneut wiedergewählt. Die Wahlbeteiligung lag bei 73,1 %. Sein Vorgänger war Arnold Nagel von der FWG, der ab 1979 amtiert hatte.

### Wappen
Die Stadt Wachenheim an der Weinstraße führt nach Genehmigung durch den bayerischen König seit 1845 zwei Wappen. Wappen II wird zwar nicht mehr benutzt, es gibt allerdings keinen Ratsbeschluss über die Aufhebung des zweiten Wappens.
|                        | Wappen I |
| Stadtwappen Wachenheim | Blasonierung: „Unter rotem Schildhaupt, darin der schwarze Großbuchstabe W, geviert, oben rechts und unten links in Schwarz ein rechtsgewendeter rotbewehrter, -bezungter und -bekrönter goldener Löwe, oben links und unten rechts schräglinks gerautet (geweckt) in Silber und Blau.“                                                        |
| Stadtwappen Wachenheim | Wappenbegründung: Bereits 1390 siegelte die Stadt Wachenheim mit dem viergeteilten kurpfälzischen Löwen-Rauten-Schild, von 1666 ist daneben ein gespaltener Schild mit pfälzischem Löwen und Rauten überliefert; im Vorschild erscheint hier bereits der ein W haltende Löwe (Pfälzer Löwe). Diese Siegelformen kommen auch nebeneinander vor. |

| | Wappen II |
| | Blasonierung: „In Silber über grünem Schildfuß ein rechtsgewendeter rotbewehrter, -bezungter und -bekrönter goldener Löwe, der sich mit seiner rechten Pranke an den schwebenden schwarzen Großbuchstaben W lehnt.“ |
| Wappenbegründung: 1739 ist erstmals die heutige Wappenform als Siegel belegt. Der das W haltende Löwe wurde 1748, nunmehr verselbständigt, wieder im sogenannten kleinen Siegel aufgegriffen. Dieses sowie der viergeteilte Schild als großes Siegel überwogen in der Folgezeit, und die königliche Verleihung gab dem Wunsch Wachenheims statt, beide Wappen führen zu dürfen, allerdings bei dem großen Wappen unter Hinzufügung eines Schildhauptes, mit einem schwarzen Großbuchstaben W, zunächst in silbernem Feld. Die Genehmigung der Wappen beruht auf König Ludwig I. von Bayern und wurde am 7. Oktober 1845 erteilt. | |

### Städtepartnerschaften
Wachenheim hat eine Städtepartnerschaft mit Cuisery in Frankreich und Pegau (Sachsen). Mit Schwetzingen und Neuburg (Donau) werden Weinpatenschaften gepflegt.

## Kultur und Sehenswürdigkeiten

### Kulturdenkmäler

#### Denkmalzonen
Die Ruine Wachtenburg, die wegen des Ausblicks über die Rheinebene auch „Balkon der Pfalz“ genannt wird. Die Burg, die oberhalb der Kleinstadt liegt, stammt aus dem 12. Jahrhundert und wurde im 15. Jahrhundert größtenteils zerstört. 1689 wurde eine Hälfte des Bergfrieds durch französische Truppen gesprengt. Seit 1984 arbeitet der „Förderkreis zur Erhaltung der Ruine Wachtenburg e. V.“ an der Pflege und Sanierung der Ruine. Die Burg ist ein beliebtes Ausflugsziel für Wanderer, die in der zugehörigen Burgschenke einkehren können.
Die Villa rustica bei Wachenheim ist ein römischer Landsitz, der in den 1970er Jahren während der Flurbereinigung gefunden wurde. Die Grundmauern wurden rekonstruiert und vermitteln einen Eindruck von der Größe der damaligen Anlage.
Bald nach Verleihung der Stadtrechte 1341 wurde Wachenheim mit einer Stadtmauer befestigt. Die rund 1200 Meter lange Mauer umfasst den historischen Stadtkern und hat eine Art Bügeleisenform. Die Stadtmauer war rund 9 m hoch und am Fuß 1,5 m stark. Im Norden und Süden gab es Stadttore. Heute ist der Verlauf der Stadtmauer noch gut erkennbar und in weiten Bereichen außerhalb des Stadtkerns auch zu besichtigen. Im Stadtkern selbst ist die Stadtmauer heute überwiegend mit Bauwerken verschmolzen und nur noch stückweise direkt zu sehen.
Weitere Denkmalzonen sind der Friedhof, der jüdische Friedhof und der Stadtkern.

#### Einzeldenkmäler

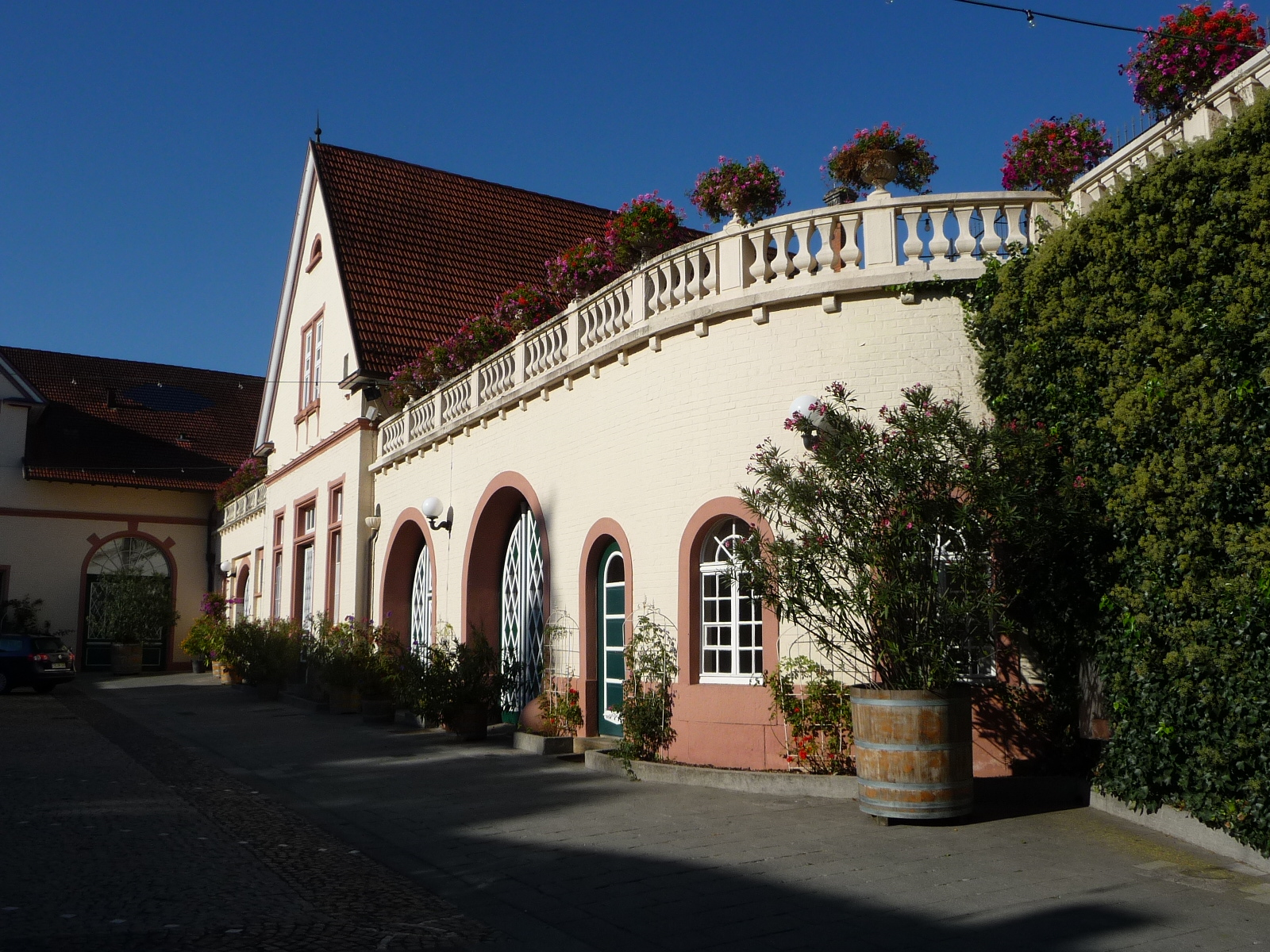
Schloss Wachenheim

Die Villa Wolf ist eine in ihrer Gestaltung einzigartige Landvilla aus der Mitte des 19. Jahrhunderts. Sie wurde 1843 nach den Plänen des Karlsruher Architekten Friedrich Eisenlohr vollendet. Eine großzügige Hofanlage und ein Herrschaftsgarten mit eindrucksvollem Baumbestand runden die Gesamtanlage des Landgutes harmonisch ab.
Das Schloss fungiert mittlerweile als Standort der Sektkellerei Schloss Wachenheim. Weitere Einzeldenkmäler sind unter anderem die Simultankirche St. Georg, der Diebsturm, das Weingut Dr. Bürklin-Wolf, das nordwestlich der Stadt befindliche Wetterkreuz, der Christophel-Schuh und der Waldbauernhof Odinstal.

### Natur
Vor Ort befinden sich insgesamt sieben Naturdenkmale. Im Nordwesten der Gemarkung liegt das Naturschutzgebiet Haardtrand – Auf der Krähhöhle.

### Freizeit
Der Kurpfalz-Park, der im Pfälzerwald auf der Rotsteig liegt, beherbergt zahlreiche Tierarten, die teilweise in Wildgehegen präsentiert werden. Daneben gibt es die einzige Sommerrodelbahn in der Pfalz und weitere Unterhaltungsmöglichkeiten, zu denen eine Greifvogelschau, ein Kasperletheater, ein Kurpfalz-Express und anderes gehören.

### Rittersteine

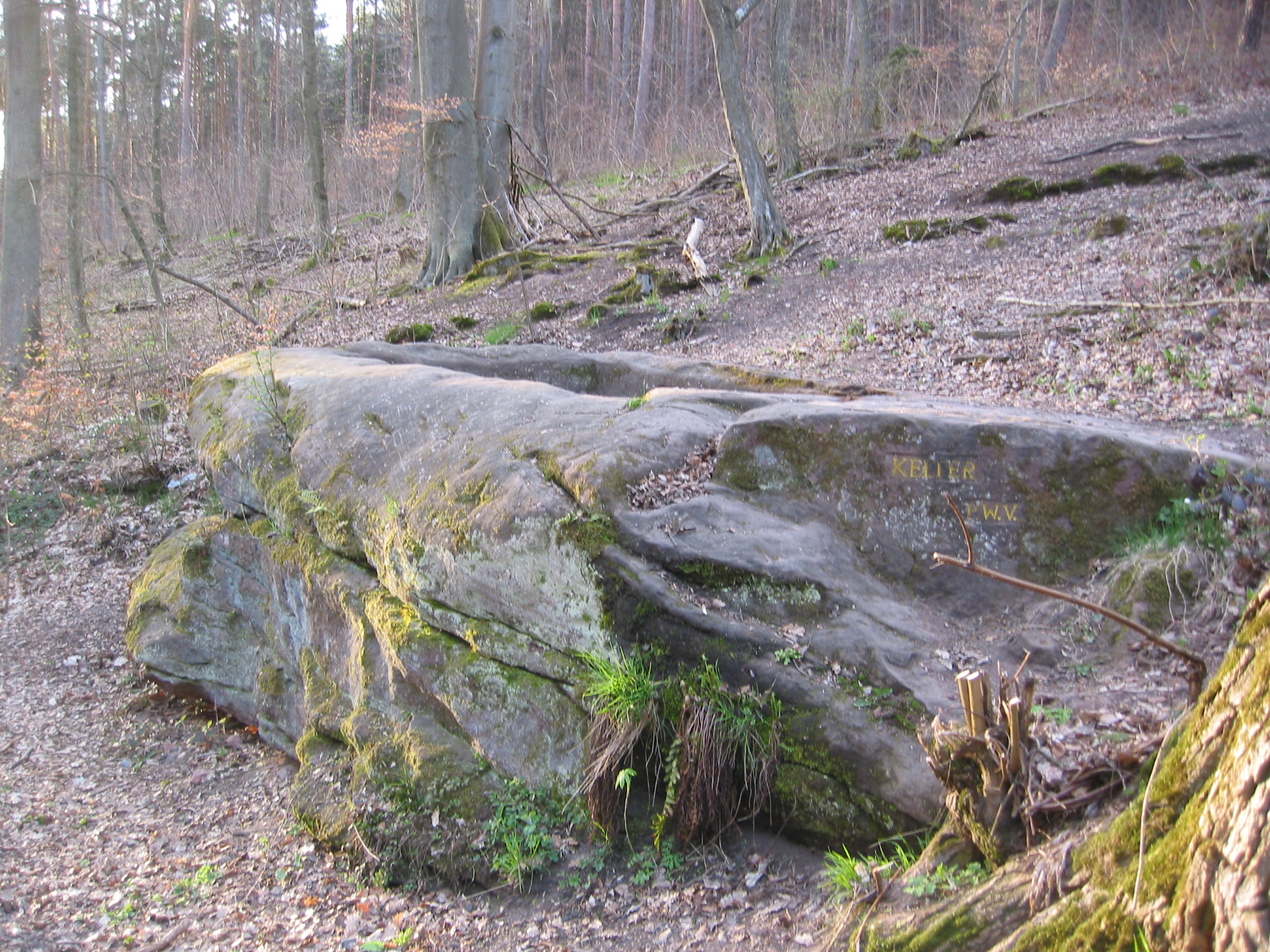
Ritterstein 273

Auf der Waldgemarkung von Wachenheim an der Weinstraße befinden sich die Rittersteine 268 und 273. Ersterer trägt die Bezeichnung Hexenstein und fungierte ursprünglich als Grabbekrönungsstein, ehe er zu einem Hexenstein umgewandelt wurde. Letzterer heißt Kelter und liegt unweit der Gemarkungsgrenze zu Bad Dürkheim; dabei handelt es sich um einen mitten in der Erde liegenden Felsblock, der zu den ältesten Weinkeltern der Pfalz gehört.

## Wirtschaft und Infrastruktur

### Wirtschaft
Weinbau
| Größte Weinbaugemeinden im Anbaugebiet                                                     | Rang unter allen rheinland-pfälzischen Weinbaugemeinden nach Rebfläche | Bestockte Rebfläche 2017 (in ha) | Rebsorten | Rebsorten |
| Größte Weinbaugemeinden im Anbaugebiet                                                     | Rang unter allen rheinland-pfälzischen Weinbaugemeinden nach Rebfläche | Bestockte Rebfläche 2017 (in ha) | weiße     | rote      |
| Größte Weinbaugemeinden im Anbaugebiet                                                     | Rang unter allen rheinland-pfälzischen Weinbaugemeinden nach Rebfläche | Bestockte Rebfläche 2017 (in ha) | (in %)    | (in %)    |
| ------------------------------------------------------------------------------------------ | ---------------------------------------------------------------------- | -------------------------------- | --------- | --------- |
| Pfalz                                                                                      |                                                                        | 23.652                           | 65        | 35        |
| Landau (Pfalz)                                                                             | 1                                                                      | 2.067                            | 66        | 34        |
| Neustadt (Weinstr.)                                                                        | 2                                                                      | 2.031                            | 67        | 33        |
| Billigheim-Ingenheim                                                                       | 4                                                                      | 843                              | 62        | 38        |
| Bad Dürkheim                                                                               | 6                                                                      | 819                              | 68        | 32        |
| Kirrweiler                                                                                 | 14                                                                     | 589                              | 67        | 33        |
| Edesheim                                                                                   | 17                                                                     | 505                              | 61        | 39        |
| Deidesheim                                                                                 | 18                                                                     | 498                              | 85        | 15        |
| Wachenheim (Weinstr.)                                                                      | 20                                                                     | 473                              | 75        | 25        |
| Göcklingen                                                                                 | 22                                                                     | 464                              | 65        | 34        |
| Freinsheim                                                                                 | 25                                                                     | 437                              | 61        | 39        |
| Quelle: Faltblatt Weinbau 2018. Statistisches Landesamt Rheinland-Pfalz, Bad Ems, Mai 2018 |                                                                        |                                  |           |           |

Der Ort ist geprägt durch Weinbau und Tourismus. Flächenmäßig zählt er mit 477 Hektar bestockter Rebfläche zu den größten Weinbaugemeinden der Pfalz. Auf der Gemarkung der Stadt befindet sich die Großlage Schenkenböhl sowie die Einzellagen Wachenheimer Altenburg (10,0 ha), Wachenheimer Belz (1,0 ha), Bischofsgarten (111,4 ha), Wachenheimer Böhlig (6,1 ha), Fuchsmantel (17,9 ha), Gerümpel (13,4 ha), Wachenheimer Goldbächel (5,4 ha), Königswingert (101,7 ha), Luginsland (30,0 ha), Mandelgarten (263,0 ha), Odinsthal (16,2 ha), Wachenheimer Rechbächel (3,1 ha) und Schloßberg (21,7 ha). Im Juni findet die größte Veranstaltung des Ortes statt, das Burg- und Weinfest.
Forstwirtschaft
Im Zuge der Haingeraide erhielt Wachenheim die sogenannte vierte Haardtgeraide, die in der frühen Neuzeit aufgelöst und der somit der Stadt unterstellt wurde. Mitten im Pfälzerwald liegt außerdem das Forsthaus Rotsteig.
Ansässige Unternehmen
In der Stadt ansässige Unternehmen sind unter anderem das Weingut Dr. Bürklin-Wolf, die Weinland Wachtenburg eG, RP-Eisenbahn und Die Zunft AG – Vinocom. Der Konzernsitz der Sektkellerei Schloss Wachenheim befindet sich inzwischen Trier, jedoch blieb Wachenheim als Produktionsstandort erhalten. Das in Wachenheim befindliche Weingut J.L. Wolf war zudem Thema in der ersten Folge der Dokumentarfilmreihe Weinwunder Deutschland. Eine Besonderheit ist die seit 1966 bestehende Kerzenmanufaktur Eyrich, der einzige Betrieb dieser Branche in der Pfalz. Zudem besitzt die VR Bank Mittelhaardt vor Ort eine Filiale.

### Verkehr
Durch Wachenheim verläuft die Deutsche Weinstraße, die früher mit der B 271 identisch war. Zu deren Entlastung wurde in den 1990er Jahren eine Umgehungsstraße gebaut, die östlich an Wachenheim vorbeiführt und Bad Dürkheim mit Neustadt an der Weinstraße verbindet. Durch das Siedlungsgebiet verlaufen die Landesstraßen 516 und 525 sowie die Kreisstraße 16.
Wachenheim ist Bestandteil des Verkehrsverbundes Rhein-Neckar. Die Stadt erhielt 1865 einen Bahnhof an der Pfälzischen Nordbahn, die zunächst zwischen Neustadt und Bad Dürkheim in Betrieb ging und 1873 bis nach Monsheim durchgebunden wurde. Mittlerweile wurde er zum Haltepunkt zurückgebaut und das Empfangsgebäude abgerissen. Auf der Strecke verkehren halbstündlich Regionalbahnen im Rheinland-Pfalz-Takt nach Freinsheim; jeder zweite Zug wird bis nach Grünstadt durchgebunden.

### Tourismus

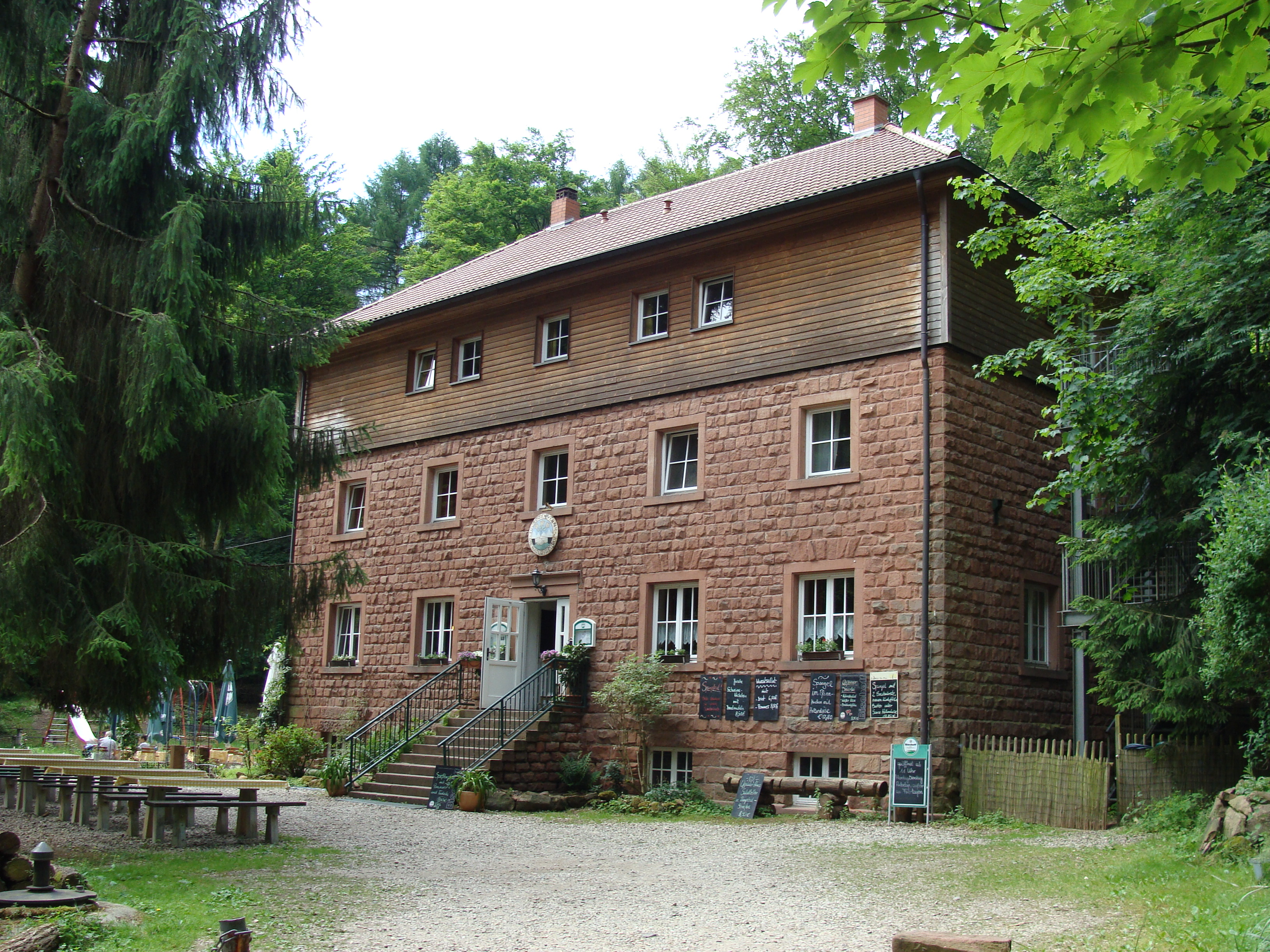
Oppauer Haus auf der Waldgemarkung

Wachenheim liegt am Pfälzer Mandelpfad und der Pfälzer Weinsteig. Zudem ist die Stadt östlicher Endpunkt zweier Wanderwege, von denen einer mit einem gelben Balken markiert ist und der in Glanbrücken beginnt und einer, der mit einem gelb-roten Balken gekennzeichnet ist und an der Burg Lichtenberg seinen Ausgangspunkt nimmt. Ein weiterer, der mit einem roten Balken markiert ist, verläuft von Neuleiningen bis nach Siebeldingen und der mit einem roten Punkt gekennzeichnet ist, von Hertlingshausen nach Wingen-sur-Moder.
Abseits des Siedlungsgebiets führt einer, der mit einem weiß-blauen Balken markiert ist, von Battenberg bis nach Wörth am Rhein führt. Zu den sogenannten Saar-Rhein Wanderwegen zählt diejenige Wanderroute mit der Kennzeichnung Schwarzer Punkt auf weißem Balken, die von Saarbrücken bis nach Rülzheim führt. Am Forsthaus Rotsteig beginnt ein Wanderweg, der mit einem weiß-roten Balken markiert ist und der bis nach Gimmeldingen verläuft. Durch den äußersten Westen der Gemarkung verlaufen der mit einem gelben Balken gekennzeichnete Fernwanderweg Saar-Rhein-Main sowie ein mit einem blau-roten Balken gekennzeichneter Weg, der eine Verbindung Kirchheimbolanden und Pirmasens herstellt.

## Persönlichkeiten

### Ehrenbürger
- 1962: Hans Otto Wagner (1902–1965), Bürgermeister von 1948 bis 1962. Ihm wurde der Dr.-Wagner-Platz gewidmet.
- 1969: Otto Spangenberger, Geschichts- und Heimatforscher, 1952–1969 Herausgeber der Wachenheimer Geschichtsblätter
- 1972: Jakob August Gleber, Bürgermeister[30]

### Söhne und Töchter der Stadt
- Johannes Theobald Klein (1791–1870), Politiker
- Philipp Flad (1800–1869), badischer Oberamtmann
- Jakob Franck (1811–1884), Philologe und Schullehrer
- Leopold Morse (1831–1892), US-amerikanischer Politiker (Demokraten)
- Stephan Lederer (1844–1923), katholischer Priester und Schriftsteller
- Isaac Rice (1850–1915), Unternehmer und Schachspieler
- Joseph Niedhammer (1851–1908), Komponist und Domkapellmeister in Speyer
- Georg Stehli (1883–1951), Naturkundler und Autor
- Erich Heidschuch (1895–1960), leitender Geheimdienstoffizier
- Albert Bürklin (1907–1979), Weinbaufunktionär
- Willy Glas (1920–1960/61), Flötist

### Personen, die vor Ort gewirkt haben
- Nicolaus Berkhout (1813–1892), niederländischer Genre- und Landschaftsmaler, starb vor Ort.
- Steffen Bohl (* 1983), Fußballer, spielte in seiner Jugend beim TuS Wachenheim.
- Albert Bürklin (1844–1924), Politiker, Generalintendant des Karlsruher Hoftheaters, Präsident der Goethe-Gesellschaft, war Weingutsbesitzer in Wachenheim.
- Martin Darting (* 1961), Winzer, Wein- und Sensorikexperte, Synästhetiker, Autor und Sommelierausbilder, wohnt in Wachenheim.
- Joseph Engelmann (1783–1845), Verleger und Buchhändler, starb in Wachenheim.
- Valentin Peter Feuerstein (1917–1999), Kunstmaler, Restaurator und Glasmaler, schuf die Glasfenster in der Wachenheimer Kirche.
- Hans Hoffmann (1893–1952), Rechtsanwalt und Notar in Wachenheim, war Politiker (SPD) und von 1947 bis 1951 Minister für Finanzen und Wiederaufbau in Rheinland-Pfalz.
- Hans Hüttig (1894–1980), SS-Führer und Kommandant der Konzentrationslager Natzweiler-Struthof und Herzogenbusch, lebte ab 1956 bis zu seinem Tod in Wachenheim.
- Klaus Huter (* 1940), Träger des Bundesverdienstkreuzes (2008) und der Freiherr-vom-Stein-Plakette (2013), war von 1989 bis 2007 Bürgermeister der Verbandsgemeinde Wachenheim.
- Ute Kittelberger (1958–2021), Schauspielerin und Model, lebte vor Ort.
- Philipp Klement (* 1992), Fußballspieler.
- Leopold Reitz (1889–1972), Lehrer, Schriftsteller und Heimatdichter, Mitbegründer der Weinbruderschaft der Pfalz, schrieb 1937 das Buch Der Weinpfarrer von Wachenheim. Der abenteuerliche Roman des Weines.
- Sabine Röhl (1957–2012), Politikerin (SPD), Landrätin, wohnte in Wachenheim.
- Stefan Steinweg (* 1969), Rad-Olympiasieger und mehrfacher Weltmeister, wohnt in Wachenheim.
- Heiko Vogel (* 1975), Fußballtrainer, wuchs in Wachenheim auf und spielte in seiner Jugend beim TuS Wachenheim.
- Machar Wais von Fauerbach († 1509), war von 1490 bis 1509 Abt des Klosters Limburg. Während seiner Amtszeit wurde es 1504 zerstört; er lebte seither im Münzhof Wachenheim und liegt in der Kirche St. Georg begraben.
- Wolfgang Wittkowsky (1933–2013), Politiker (CDU), stammte aus Bad Dürkheim und starb in Wachenheim.